# أيريس ياسمين باريوس
أيريس ياسمين باريوس أغيلار (بالإسبانية: Iris Yassmin Barrios Aguilar) هي قاضية ورئيسة إحدى المحاكم العليا في غواتيمالا. شغلت باريوس منصب رئيسة المحكمة في قضية إفراين ريوس مونت، وهو دكتاتور سابق في غواتيمالا. حكمت باريوس في تلك المحاكمة على مونت باعتباره مذنبًا لارتكاب جريمة الإبادة الجماعية للسكان الأصليين في إيكسل. جاء الحكم في عام 2013. كانت تلك المحاكمة هي المرة الأولى التي يُحاكم فيها قاضٍ وطني رئيس دولة سابق للإبادة الجماعية في بلده الأصلي. ومع ذلك، في 20 مايو / أيار 2013، ألغت المحكمة الدستورية في غواتيمالا الإدانة، وأُلغيت جميع الإجراءات إلى 19 أبريل / نيسان وأمرت بأن يتم «إعادة ضبط» المحاكمة إلى تلك النقطة، في انتظار نزاع حول رفض القضاة. قال المسؤولون إن محاكمة ريوس مونت ستستأنف في يناير 2015.
حصلت باريوس على جائزة نساء الشجاعة الدولية لعام 2014.
تم تعليق سلطة باريوس القضائية اعتبارًا من أبريل 2014 لمدة عام بسبب شكوى ضدها من قبل محامٍ تورط في محاكمة إفراين ريوس مونت.